# 中國中藥
中國中藥有限公司 ，簡稱中國中藥（港交所：0570），前身為「盈天醫藥集團有限公司」，成立於1997年, 從榮山國際換取上市。為国药集团附屬公司。主要經營4家藥廠及生產權益，這4家藥業包括德眾藥業、冯了性药业、环球制药、鲁亚制药等。

## 历史
2012年9月，國藥集團斥資最多15.6億元港元購入醫藥51.44股權%。
2013年5月，盈天醫藥計劃向同濟堂創辦人兼大股東王曉春及復星醫藥以26.4億元人民幣收購同濟堂藥業全數股權。收購完成後，盈天醫藥改名為中國中藥有限公司。

## 外部連結
- china-tcm.com.cn/（页面存档备份，存于）